# بالینا، نیو ساوت ولز
بالینا (به انگلیسی: Ballina) یک شهرک در استرالیا است که در نیو ساوت ولز واقع شده‌است.